# HMS Munin (31)
HMS Munin (31) var en jagare i svenska flottan som byggdes på Öresundsvarvet och sjösattes den 27 maj 1942 som den tredje av fyra jagare i Modeklassen. Fartyget byggdes om i mitten av 1950-talet och omklassades till fregatt 1953 då hon fick fartygsnummer 75. Munin utrangerades 1968 varpå hon såldes år 1969 för skrotning i Göteborg. Namnet kommer från Munin, en av asaguden Odens korpar i den nordisk mytologi.

## Utformning och bestyckning
Munin var 78 meter lång, 8,1 meter bred och hade ett djupgående av 2,3 meter. Standarddeplacementet var 635 ton och det maximala deplacementet var 785 ton.Maskineriet utgjordes av två oljeeldade ångpannor av märket Penhoët A, vilka levererade ånga till två ångturbiner vilka drev var sin propeller. Maskineriet utvecklade 16 000 hästkrafter vilket gav fartyget en maxfart av 30 knop (55km/h). Huvudbestyckningen utgjordes av tre 10,5 cm kanoner m/42. Dessa var placerade i var sitt torn, ett på backdäck, ett på akterdäck och ett på den aktra överbyggnaden. Luftvärnet utgjordes av två 40 mm luftvärnsautomatkanon m/36 och två 20 mm luftvärnsautomatkanon m/40. Tre torpedtuber för 53 cm torpeder satt i ett trippelställ för om den aktra överbyggnaden och vidare fanns två sjunkbombskastare och två sjunkbombsfällare. 42 minor kunde dessutom medföras för minfällning.

## Historia
Munin byggdes på Öresundsvarvet i Landskrona och sjösattes den 11 april 1942 och levererades till marinen den 8 januari följande år. Efter leveransen sattes Munin in i kustflottan, där hon tjänstgjorde under återstoden av andra världskriget.
År 1946 gick Munin tillsammans med HMS Fylgia och HMS Mjölner (32) på en utlandsresa till Norge, Irland och Belgien. Resan gick till följande hamnar.
1. Stockholm Avseglade 28 april 1946
2. Uddevalla
3. Göteborg
4. Bergen, Norge
5. Fanefjord, Norge
6. Dublin, Irland
7. Antwerpen, Belgien
8. Göteborg Anlöpte 14 juni 1946

År 1947 genomfördes ytterligare en utlandsresa, denna gång till Frankrike och Storbritannien tillsammans med HMS Gotland (1933) och HMS Mode (29). Resan gick till följande hamnar.
1. Stockholm
2. Malmö Anlöpte 1 maj 1947
3. Strömstad Anlöpte 3 maj 1947
4. Göteborg Anlöpte 8 maj 1947, avseglade 11 maj 1947
5. Le Havre, Frankrike Anlöpte 15 maj 1947, avseglade 21 maj 1947
6. Lyme Bay, England Anlöpte 22 maj 1947, avseglade 27 maj 1947
7. Torquay, England Anlöpte 27 maj 1947, avseglade 31 maj 1947
8. Glasgow, Skottland Anlöpte 2 juni 1947, avseglade 6 juni 1947
9. Oban, Skottland Anlöpte 7 juni 1947, avseglade 8 juni 1947
10. Göteborg Anlöpte 11 juni 1947

År 1953 omklassades Munin till fregatt och byggdes om i mitten av 1950-talet. En av 10,5 cm kanonerna samt torpedtubsstället togs då bort och 40 mm kanonerna m/36 ersattes av m/48 med samma kaliber. Dessutom monterades en antiubåtsgranatpjäs m/51.

### Utrangering
Munin utrangerades den 6 december 1968 och såldes därefter för skrotning i Göteborg följande år.